# شرکت کشت‌وصنعت بهشت قمصر کاشان
شرکت کشت‌وصنعت بهشت قمصر کاشان یک منطقهٔ مسکونی در ایران است که در دهستان قهرود واقع شده‌است. شرکت کشت‌وصنعت بهشت قمصر کاشان ۴۲ نفر جمعیت دارد.